# 3269 Vibert-Douglas
3269 Vibert-Douglas је астероид главног астероидног појаса чија средња удаљеност од Сунца износи 2,783 астрономских јединица (АЈ).
Апсолутна магнитуда астероида је 12,7.